# Rhynchina sahariensis
Rhynchina sahariensis är en fjärilsart som beskrevs av Rothschild 1921. Rhynchina sahariensis ingår i släktet Rhynchina och familjen nattflyn. Inga underarter finns listade.